# ハンコック郡 (テネシー州)
座標: 北緯36度53分 西経83度22分 / 北緯36.883度 西経83.367度
ハンコック郡（ハンコックぐん、英: Hancock County）は、アメリカ合衆国のテネシー州にある郡。郡庁所在地はスニードビル (Sneedville)である。2000年国勢調査時の人口は6786人だったが、2005年の推計では6704人と微減した。

## 地理
国勢調査局によると、この郡の総面積は579平方キロ（224平方マイル）で、うち576平方キロ（222平方マイル）が陸地、総面積の0.54%にあたる3平方キロ（1平方マイル）が水域となっている。
隣接する郡
- リー郡 (バージニア州)（北）
- スコット郡 (バージニア州)（北東）
- ホーキンス郡（南東）
- グレンジャー郡（南西）
- クレイボーン郡（北西）

## 人口動態

2000年国勢調査の結果をもとに作成した郡の人口ピラミッド

2000年の国勢調査時点で、この郡には6786人、2769世帯、1938家族が暮らしている。人口密度は1平方キロあたり12人で、平方マイルに換算すると30人となる。住居数は3280軒で、1平方キロに平均6軒（1平方マイルあたりでは15軒）が建っていることになる。住民のうち白人は97.91%、アフリカ系は0.49%、ネイティブ・アメリカンは0.24%、アジア系は0.07%、太平洋諸島系は0.01%、その他の人種は0.34%、混血は0.94%、ヒスパニック（ラテン系）は0.37%を占める。
2769世帯のうち31.0%は18歳未満の子供と暮らしており、55.1%は夫婦で生活している。11.0%は未婚の女性が世帯主であり、30.0%は家族以外の住人と同居している。27.7%が独り身世帯で、13.5%を独居老人の世帯が占める。1世帯あたりの平均構成人数は2.39人、家庭の平均構成人数は2.91人である。
住民のうち23.1%が18歳未満の未成年、8.8%が18歳以上24歳以下、26.9%が25歳以上44歳以下、25.5%が45歳以上64歳以下、15.7%が65歳以上となっており、平均年齢は39歳である。女性100人に対して男性が95.1人いる一方、18歳以上の女性100人に対しては94.3人いる。
一世帯あたりの平均収入は1万9760米ドルで州内最低、全国の郡でも下から27番目である。家族ごとでは2万5372米ドルである。男性の平均収入は2万3150米ドル、女性の平均収入は1万8199米ドルで、労働者でない人々も含めた住民一人当たりの収入は1万1986米ドルとなる。総人口の29.4%、家族の25.3%、18歳未満の子供の37.5%、および65歳以上の高齢者の30.7%は貧困線以下の収入で生計を立てている。

## 文化
この郡には欧州系、アフリカ系、さらにはネイティブ・アメリカンの血を汲むメランジャンと呼ばれる人々がいたことで知られる。20世紀初頭に彼らに教育を施したバーディー・コミュニティ・スクールは現在、ニュー・リッジ地域の歴史遺産になっている。

## 町
- ハンコック (en:Sneedville, Tennessee)

非法人地域
- カイルズフォード (en:Kyles Ford, Tennessee)
- トリードウェイ (en:Treadway, Tennessee)